# Marge la malvada
«Marge la malvada» —título original: «Marge the Meanie»— es el vigésimo episodio de la trigésimatercera temporada de la serie de televisión de animación estadounidense Los Simpson, y el 726 en total. Se emitió en Estados Unidos en Fox el 8 de mayo de 2022. El episodio fue dirigido por Timothy Bailey y escrito por Megan Amram.
En este episodio, Bart se entera de que Marge solía gastar bromas a la gente, por lo que a regañadientes hace bromas con Bart para estrechar lazos con él, mientras que Lisa y Homer estrechan lazos por su amor a la comida. El episodio recibió críticas positivas.
El episodio está dedicado en memoria de Ian Wilcox, fallecido ocho días antes de su emisión.

## Trama
Cuando los Simpson asisten a un partido de tejo que juega el Hogar de Jubilados de Springfield, Marge es malhablada en público por su antigua directora, la Sra. York, quien revela a su familia que en sus años de secundaria era una bromista en secreto. Marge, Patty y Selma revelan que cuando Marge se quejó a York de ser acosada por otras chicas y fue despedida, accidentalmente dejó caer una lata de su bandeja, con la que York tropezó, haciéndola caer en un cubo de basura. La broma hizo que Marge se hiciera popular entre las chicas y se animó a hacer muchas bromas contra York. Bart y Marge estrechan lazos por esta conexión recién descubierta entre ellos, y Bart anima a Marge a cometer varias bromas inofensivas pero embarazosas a personas como el hombre de las historietas y reverendo Lovejoy. Aunque a Marge le divierten las bromas, también siente remordimientos por cometerlas y está en conflicto debido a su nuevo vínculo con Bart.
Cuando Marge le gasta una broma al Sr. Burns que va demasiado lejos y le causa heridas graves, le cuenta sus conflictos a su terapeuta, quien le sugiere que busque a York y haga las paces con él para resolver su sentimiento de culpa. Cuando Marge se compromete a renunciar a sus bromas, Bart protesta diciendo que no sabe quién es sin la influencia de sus bromas, así que ella promete gastarle una última broma a York. Marge localiza a York y le pide disculpas con un ramo de flores, pero el ramo rocía pintura azul plantada por Marge y Bart en la cara de York. Para horror tanto de Marge como de Bart, York se desploma de un aparente ataque al corazón fatal por la broma, y el Jefe Wiggum amenaza con enviar a Bart a detención juvenil y a Marge a prisión. Mientras un asustado y angustiado Bart se compromete a no volver a gastar bromas, York se levanta vivita y coleando, asustándolo y revelándole que se había asociado con Marge para gastarle una broma a Bart y enseñarle los peligros de gastar bromas. En casa, Bart y Marge afirman su amor y respeto mutuo, acuerdan no volver a gastar bromas y se abrazan cariñosamente. Bart pega un cartel de «Fin» en la espalda de Marge, indicando que realmente se ha reformado de las bromas; pero Marge pega un cartel en Bart de «Nunca termina», indicando que puede volver a gastar bromas en el futuro.
Sintiéndose excluido por la unión de Bart y Marge, Homer busca algún tipo de punto en común con Lisa y descubre que ambos comparten el amor por la comida. Aunque a Homer le impresiona el sustituto del cerdo por el jackfruit de Lisa, es incapaz de disfrutar plenamente de su cocina vegana o de sus elecciones de restaurantes veganos. Finalmente, le confiesa a Lisa su desagrado por el veganismo cuando un guiso vegano que ella está preparando le hincha la lengua, sólo para que a Lisa también se le hinche la lengua al probarlo. En el hospital, Homer y Lisa se enteran de que ambos comparten varias alergias comunes. Cuando Homer se disculpa con Lisa por haberle contagiado sus alergias, Lisa le asegura que comparte con ella su buen corazón.
Durante los créditos finales, Marge escribe un montón de cartas disculpándose con todas las personas a las que ha gastado una broma, terminando con la gente A y pasando a la gente B. Después sigue una versión invertida de la secuencia de títulos.

## Producción
El episodio está dedicado en memoria de Ian Wilcox, que fue uno de los principales maquetadores y diseñadores de fondos de la serie. Anteriormente trabajó en las series de televisión King of the Hill y Padre de familia.

## Recepción

### Audiencia
El episodio obtuvo un 0,26 de audiencia con 0,85 millones de espectadores, siendo el tercer programa más visto de Fox esa noche.

### Respuesta de la crítica
Tony Sokol de Den of Geek dio al episodio 4,5 de 5 estrellas, afirmando: «"Marge la Malvada" es algo para llevar a casa a la madre y seguir sintiéndose culpable, con una gran cantidad de chistes de sobra. Las disculpas finales de Marge cierran todo el fiasco a la perfección. Hace que la sutil burla de las falsas disculpas suene muy verdadera».
Marcus Gibson de Bubbleblabber dio al episodio un 7/10 afirmando: «En general, "Marge la Malvada" tiene a Los Simpson celebrando el Día de la Madre con un montón de bromas y una taza de risas. El resultado es una divertida travesura que provoca más risas que daños, destacando el chiste del sofá del Monte Rushmore y un guiño a la esperada secuela de Avatar de James Cameron. Aunque su narrativa sobre las bromas no es del todo nueva, lo compensa con una descripción ligeramente dulce del inesperado vínculo de Bart con Marge debido a su interés común. Incluso diría que es un regalo adecuado para el Día de la Madre a las mamás que aún disfrutan de la longeva serie».